# کریستینا بیکر کلاین
کریستینا بیکر کلاین (انگلیسی: Christina Baker Kline؛ زادهٔ ۱ ژانویهٔ ۱۹۶۴) رمان‌نویس اهل ایالات متحده آمریکا است. شش کتاب از آثار این نویسنده جزو آثار برجسته و پرفروش نویسنده قلمداد می‌گردند. از جملهٔ این آثار، کتاب پرفروش نیویورک تایمز به نام قطار یتیمان (۲۰۱۷) است. سایر آثار وی عبارت هستند از پرندهٔ تحت اختیار، زندگی باید اینطور باشد، خطوط آرزو، آب شیرین، و قطعه‌ای از دنیا (۲۰۱۷). کریستینا متولد کمبریج و دانش‌آموختهٔ دانشگاه ویرجینیا می‌باشد.